# みもり
みもり（5月31日 - ）は、日本の漫画家、イラストレーター。別ペンネームは伊井トモ（いい トモ）、巽アキラ（たつみ アキラ）など複数。
2004年、『99+1（つくも）』でスクウェア・エニックスマンガ大賞を受賞。

## 主な作品

### みもり名義
- さくさく（秋田書店『月刊プリンセス』連載）
- アオハルッ!（秋田書店『月刊プリンセス』連載）全3巻
  - 1巻 初版（2007年11月、ISBN 978-4-253-19161-6）
  - 2巻 初版（2008年4月、ISBN 978-4-253-19162-3）
  - 3巻 初版（2008年8月、ISBN 978-4-253-19163-0）
- 押入れの少年（秋田書店『プリンセスGOLD』、原作：高橋葉介）全3巻
- 親子でまなぶ 子どもの防犯ガイド（角川学芸出版・描き下ろし）
- ひぐらしのなく頃に 宵越し編（スクウェア・エニックス『月刊Gファンタジー』、原作：竜騎士07）全2巻
- 地獄堂霊界通信（講談社『good!アフタヌーン』、原作：香月日輪）全12巻
- 織田さん家の乱法師（スクウェア・エニックス『ガンガン戦-IXA-』2009年冬の陣 - 2010年冬の陣、『ガンガンONLINE』2012年9月27日 - 2013年11月28日掲載）全1巻
  - 初版（2014年3月、ISBN 978-4-7575-4253-2）
- くくりゃんせ（リブレ出版『クロフネZERO』）全1巻
  - 初版（2010年10月、ISBN 978-4-86263-871-7）
- 恋して☆トゥインクル（秋田書店『プリンセス』・『プリンセスGOLD』）全1巻
  - 初版（2011年6月、ISBN 978-4-253-10780-8）
- 八百万（やおよろず）（ソフトバンククリエイティブ『FlexComixフレア』、原作：畠中恵）全1巻
  - 初版（2012年2月、ISBN 978-4-593-88045-4）/ 新装版（2015年4月、ISBN 978-4-593-88110-9）
- どっちもどっち（『COMIC ポラリス』2012年11月29日更新掲載）
- お陽様の下のルナ（新書館、『ウィングス』）全1巻
  - （表題作）（新書館『ウィングス』2010年4月号・6月号掲載）
  - ロンと光の猫娘（新書館『ウィングス』2011年10月号掲載）
  - クラヤミに響け笑い声（新書館『ウィングス』2013年2月号掲載）
  - 初版（2013年5月、ISBN 978-4-403-62163-5）
- 毎日がモッフモフ〜怪奇編〜（新書館『ウィングス』特別小冊子・ホラーウィングス 2011年12月号・2012年8月号掲載）
- うしろ（ヒーローズ『月刊ヒーローズ』、脚本：トキオビンゴ、原案：レベルファイブ）
- しゃばけ（新潮社『月刊コミック@バンチ』、原作：畠中恵）
  - 1巻 初版（2018年4月、ISBN 978-4-10-772063-4）
  - 2巻 初版（2019年7月、ISBN 978-4-10-772198-3）
- ガラガラポン（秋田書店『チャンピオンRED』2024年1月号 - 、原作：高橋葉介）既刊1巻
  1. 2025年3月18日発売[1][2]、ISBN 978-4-253-32401-4

#### アンソロジー
- やめないで知恵先生（スクウェア・エニックス『ひぐらしのなく頃に 語咄し編 コミックアンソロジーEX.第二集』）
- 仁吉の思い人（新潮社『しゃばけ漫画 仁吉の巻』）
- 先生愛ちてゆ（秋田書店『手塚治虫「ブラック・ジャック」40周年アニバーサリー! ピノコトリビュート アッチョンブリケ!』）
- 箱根学園うちあげ（秋田書店『弱虫ペダル公式アンソロジー 放課後ペダル』）
- 小鞠くんのモミモミ☆クッキング（秋田書店『弱虫ペダル公式アンソロジー 放課後ペダル2』）
- いち兄おいしい!（秋田書店『刀剣乱舞-ONLINE-アンソロジー -出陣準備中!-』）

#### イラスト
- 罰ゲームは特効薬。（スクウェア・エニックス『ひぐらしのなく頃に 語咄し編』、著：らな）
- 祭囃子その後に（スクウェア・エニックス『ひぐらしのなく頃に 語咄し編2』、著：海砂）
- あの日の思い、今の思い（スクウェア・エニックス『ひぐらしのなく頃に 語咄し編3』、著：羽王）
- 天狐来々（f-Clan文庫、著：志麻友紀）
  - 初版（2011年10月、ISBN 978-4-8379-3601-5）
- ねこまたのおばばと物の怪たち（角川つばさ文庫、著：香月日輪）
  - 初版（2012年5月、ISBN 978-4-0463-1165-8）
- 怪談 日本のこわい話（角川つばさ文庫、作：小泉八雲、訳：西田佳子）
  - 初版（2013年1月、ISBN 978-4-0463-1287-7）
- 地獄堂霊界通信（講談社青い鳥文庫、著：香月日輪）
  - 1巻 初版（2013年7月、ISBN 978-4-0628-5372-9）
  - 2巻 幽霊屋敷の巻（2013年12月、ISBN 978-4-0628-5396-5）
- 超常現象Qの時間（ポプラポケット文庫、著：九段まもる）
  - 1巻 謎のスカイパンプキンを追え! 初版（2014年7月、ISBN 978-4-591-14067-3）
  - 2巻 傘をさす怪人 初版（2015年2月、ISBN 978-4-591-14299-8）
  - 3巻 さまよう図書館のピエロ 初版（2015年8月、ISBN 978-4-591-14623-1）
- 絶望鬼ごっこ（集英社みらい文庫、著：針とら）
  - とざされた地獄小学校 初版（2015年4月、ISBN 978-4-08-321256-7）
  - くらやみの地獄ショッピングモール 初版（2015年8月、ISBN 978-4-08-321277-2）
  - いつわりの地獄祭り 初版（2015年12月、ISBN 978-4-08-321296-3）
  - ひとりぼっちの地獄遊園地 初版（2016年3月、ISBN 978-4-08-321309-0）
  - 鬼だらけの地獄小学校 初版（2016年7月、ISBN 978-4-08-321326-7）
  - だれもいない地獄島 初版（2016年11月、ISBN 978-4-08-321345-8）
  - さよならの地獄病院 初版（2017年3月、ISBN 978-4-08-321363-2）
  - 命がけの地獄アスレチック 初版（2017年7月、ISBN 978-4-08-321382-3）
  - ねらわれた地獄狩り 初版（2017年11月、ISBN 978-4-08-321404-2）
  - 決着の地獄小学校 初版（2018年4月、ISBN 978-4-08-321429-5）
  - きざまれた鬼のしるし 初版（2019年1月、ISBN 978-4-08-321480-6）
  - あやつられた地獄中学校 初版（2019年7月、ISBN 978-4-08-321518-6）
  - とらわれの地獄村 初版（2020年1月、ISBN 978-4-08-321552-0）
  - 開かれし鬼の門 初版（2020年6月、ISBN 978-4-08-321584-1）
  - うらぎりの地獄美術館 初版（2020年12月、ISBN 978-4-08-321621-3）
  - 凍てつく地獄花火大会 初版（2021年5月、ISBN 978-4-08-321648-0）
  - 罠（トラップ）だらけの地獄樹海 初版（2021年10月、ISBN 978-4-08-321683-1）
  - 信じてはいけない地獄警察 初版（2022年3月、ISBN 978-4-08-321712-8）
  - 招かれざる地獄ハロウィン 初版（2022年9月、ISBN 978-4-08-321743-2）
  - 街をむしばむ地獄計画 初版（2023年2月、ISBN 978-4-08-321769-2）
  - 街をとりもどす地獄革命 初版（2023年4月、ISBN 978-4-08-321781-4）
  - かなしき鬼との約束 初版（2023年9月、ISBN 978-4-08-321810-1）
  - 鬼もおののく地獄列島 初版（2024年2月、ISBN 978-4-08-321834-7）
  - さらば地獄鬼ごっこ 初版（2024年7月、ISBN 978-4-08-321858-3）
- 5分でときめき!超胸キュンな話[3]（2017年12月22日発売[4]、著者:宮下恵茉・みゆ・みずのまい・夜野せせり・針とら、絵:染川ゆかり・朝吹まり・U35・森乃なっぱ・みもり、集英社みらい文庫、ISBN 978-4-08-321412-7）

### 伊井トモ名義
- 白衣の戦士オペレンジャー（文苑堂『Basil』連載）全1巻
  - 初版（2005年12月、ISBN 978-4-86117-068-3）